# Proselotis
Proselotis é um gênero de traça pertencente à família Agonoxenidae.